# Sarcomphalus mistol
El mistol, también llamado mistol cuaresmillo, sacha mistol, mistol del monte (Sarcomphalus mistol) es un árbol (casi arbusto) de la familia Rhamnaceae.
Es típico y nativo de los bosques de Gran Chaco, abundante en el Chaco Austral, casi todo el norte de Argentina y parte del centro como Córdoba, además de Perú, Bolivia, Venezuela y Paraguay.

## Descripción
El mistol es un árbol mediano que posee un tronco que alcanza los 10 a 15 m de altura, aunque la mayoría de los ejemplares tiene una altura que varía entre los 4 a 9 m, con un diámetro de 2 a 6 dm; corteza lisa, fina, engrosando con la edad. Del tronco parten abundantes ramas pubescentes, retorcidas, dotadas de rectas y duras espinas, copa globosa, compacta; follaje semiperenne de hojas simples, coriáceas, alternadas, ligeramente pecioladas y ovales con bordes algo dentados; flores se disponen en breves cimas compactas, cáliz 5, corola 5, 5 estambres; frutos drupa esférica castaño rojiza de aproximadamente 10-17 mm de diámetro, pulpa pastosa y dulce.
Florece durante la primavera meridional (entre octubre y diciembre) y fructifica en el verano meridional (entre diciembre y marzo).

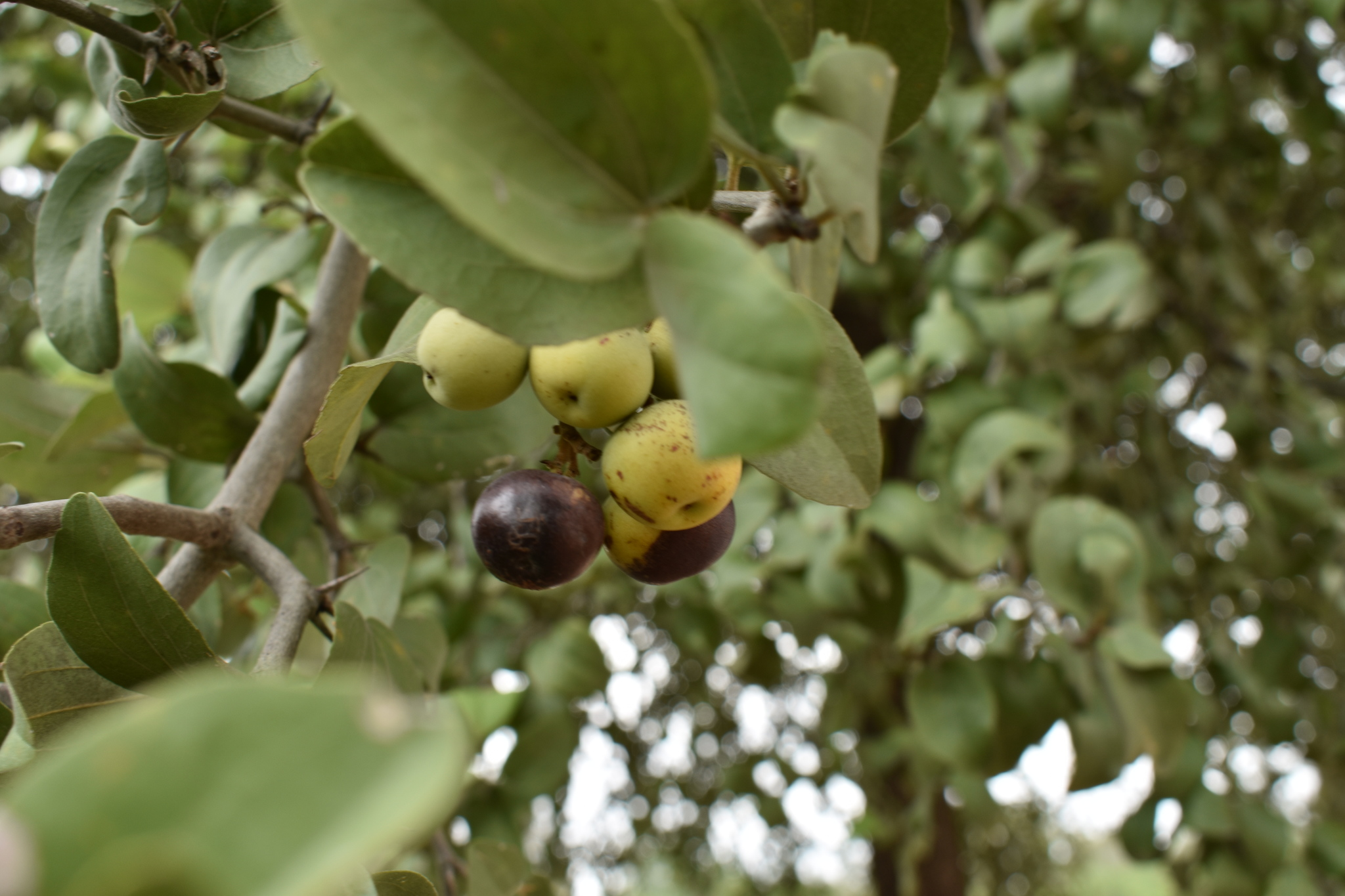
Detalle de las hojas y frutos

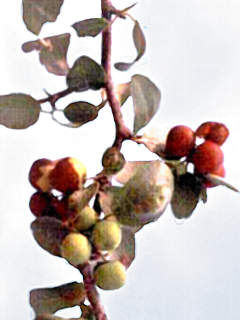
Hojas y frutos

La madera es bastante dura, pesada y resistente por lo que es utilizada para realizar mangos y cabos de herramientas, radios de ruedas de carruajes, la tabla dura de las partes más resistentes de violines criollos o, en su detrimento, para producir carbón vegetal.

## Taxonomía
La especie fue descrita inicialmente como Ziziphus mistol por August Heinrich Rudolf Grisebach y publicada en Abhandlungen der Königlichen Gesellschaft der Wissenschaften zu Göttingen 19: 99–100, en 1874, actualmente es tanto un sinónimo como el basónimo de esta; y ulteriormente sería transferida al género Sarcomphalus por Frank Hauenschild en Taxon 65(1): 56, en 2016.

#### Etimología
Véase: Sarcomphalus
mistol: epíteto que procede de "mixto" ya que el color de su madera ha hecho creer que se trataba de una especie botánica mixta entre el quebracho blanco y el quebracho colorado.

## Usos
Aparte de los usos ya indicados que se le dan a su madera, el mistol sirve con sus frutos para la alimentación: hasta la segunda mitad del siglo XX era común que en la provincia argentina de Córdoba, así como en las del noroeste argentino, los almaceneros ofrecieran como "yapa" (obsequio extra) un puñado de frutos de mistol a los niños.
Este fruto se puede consumir maduro o se puede preparar con él arrope, licor o una golosina llamada "bolanchao" o gualanchao. Tostando y moliendo este fruto se obtiene un sucedáneo del café llamado "café de mistol", utilizado actualmente en dietética por sus valores nutritivos y por su baja o nula presencia de alcaloides.